# Конвейер снов

Обложка переизданного альбома (2005)

«Конвейер снов» — дебютный студийный альбом российской метал-группы Stigmata, релиз которого состоялся 1 сентября 2004 года. Альбом выделяется из всей дискографии группы своим агрессивным и грязным звучанием, сильное влияние на которое оказал коллектив Korn, и единственный в репертуаре Stigmata, относящийся к ню-металу.
Альбом записывали на студии Republic Sound (треки 01—06) и в клубе Red Club (07—12).

Презентация альбома произошла 1 сентября в клубе «Пятница». Действо было абсолютно фееричное. Stigmata: «После этого концерта мы почувствовали толчок вверх». После выхода альбома все стало совершенно иначе. То, что вы видите сейчас, группа, которой вы интересуетесь, — это и есть та Stigmata, что должна была быть с самого начала.
Альбом был пересведён Александром «JD» Карелиным (Fourth Dimension, Ad Astra) и переиздан в мае 2005 года. Переизданная версия в качестве бонуса включает 2 видео («Как ты» и «Мои секунды»), снятых во время концерта группы.

## Список композиций
| №                   | Название            | Длительность |
| ------------------- | ------------------- | ------------ |
| 1.                  | «Жить с нуля»       | 3:14         |
| 2.                  | «Желчь»             | 3:22         |
| 3.                  | «Лети»              | 4:27         |
| 4.                  | «Парадокс»          | 4:07         |
| 5.                  | «Как ты»            | 3:22         |
| 6.                  | «Не с тобой»        | 4:43         |
| 7.                  | «Стереострах»       | 4:41         |
| 8.                  | «Стеклянная любовь» | 5:37         |
| 9.                  | «Стигмата»          | 5:05         |
| 10.                 | «Куклы»             | 3:09         |
| 11.                 | «Прощай»            | 2:51         |
| Общая длительность: | Общая длительность: | 44:35        |

- - время композиций указано для переиздания 2005 года, песня «Прощай» на нем выделена отдельно, а на первом издании является скрытым треком в песне «Куклы». В переходе от одной песни к другой на оригинальном издании можно слышать запись, на которой гитарист Тарас играет и поёт отрывок из песни «Как ты».

## Состав группы на момент выпуска альбома
- Артём «Nel» Лоцких — вокал
- Денис «Dan» Киченко — бас-гитара
- Тарас «Taras» Уманский — гитара
- Никита «Nick» Игнатьев — барабаны

## Персоналии
- Музыка: Stigmata (кроме песен 04, 07, 08, 10 — вторая гитара — Капранов Игорь)
- Стихи: Артём Лоцких (кроме 10, 11 — Мальцев Артур)
- Продюсер: Игнатьев Никита
- Пересведение и мастеринг: Александр «JD» Карелин, Кирсанов Алексей (08), Stewart & Миша (07)